# Råby, Vanda stad
För andra betydelser, se Råby.
Råby (finska: Rajakylä) är en stadsdel i Vanda stad i landskapet Nyland. 
Stadsdelen Råby ligger i sydöstra Vanda söder om Borgåleden. I väster och söder gränsar den till Helsingfors stad och i öster och norr till stadsdelarna Västerkulla och Fagersta. Bebyggelsen är småhusbetonad och härstammar från 1980-talet. Det finns knappt någon industri i stadsdelen och arbetsplatserna är få. De flesta invånare arbetar i Helsingfors. 